# 지진예지연락회
지진예지연락회(일본어: 地震予知連絡会)는 1969년 일본에서 지진 및 지각변동에 대한 정보를 교류하고 지진 예측에 관해 전문적인 연구를 위해 수립한 일본 국토교통성 산하 조직이다. 사무국인 국토지리원에서 위촉된 학계 경험자 및 관계행정기관 직원 30명으로 구성되어 있다. 연 4회 정기회의를 개최하며 수시로 임시회의를 연다.

## 같이 보기
- 모기 기요
- 일본의 원자력 발전
- 마쓰시로 군발지진
- 도카이 지진 관련 정보